# 东高地站
东高地站（规划建设阶段曾名西洼地站），是一个位于中国北京市丰台区东高地街道南苑东路，属于北京地铁8号线的地铁车站。车站结构于2017年1月25日封顶，2018年12月30日随8号线珠市口至瀛海段建成而启用。

## 位置
车站位于南苑东路（东西向）与规划天坛南路（南北向）交汇处，小龙河南岸，呈东西走向布置。8号线南段整体呈南北走向，自前门起即沿南中轴路布置，离开和义站后转向东，设东高地站后又转向南，前往火箭万源站，本站为附近唯一的东西走向车站。
行政区划上，车站设在丰台区东高地街道辖区内，故名。但是，车站本身的位置靠近名为“西洼地”的区域（也在东高地街道管辖范围内），因此本站建设时工程名称被定为“西洼地站”。“西洼地”因早年在四个村子以西，是洼地而得名；“东高地”是因1958年原国防部五院（现中国运载火箭技术研究院）选址时选在了“西洼地”以东的高地才得名，因此“东高地”与“西洼地”名称恰好相反。

## 结构
东高地站为地下车站，岛式站台设计。由于下穿电力管沟，车站采用两端明挖、中间暗挖的方式，也因此车站为两端双层、中间单层，上层为东西两个站厅、下层为站台的结构。车站结构全长210.35米，主体建筑面积9,024平方米。设有3个出口和一个无障碍出口。
| 地面层          | 街道                      | A-D出入口                        |
| 地下一层 站厅层 | 站厅                      | 客务中心、自动售票机、进出站闸机 |
| 地下二层 站台层 |                           | █ 8号线往朱辛庄（和义）          |
| 地下二层 站台层 | 岛式站台，左側開门        |                                  |
| 地下二层 站台层 | █ 8号线往瀛海（火箭万源） |                                  |

## 出入口
|                       |          |                  |      |            |  |
| 编号                  | 指示     | 建议前往的目的地 | 图片 | 无障碍设施 |  |
| 出口 · A              | 南苑东路 |                  |      | 不適用     |  |
| 出口 · B · 升降机标志 | 南苑东路 |                  |      |            |  |
| 出口 · D              | 南苑东路 |                  |      | 不適用     |  |
| 註： 設有             |          |                  |      |            |  |